# Acetato di cadmio
L'acetato di cadmio è un sale di cadmio dell'acido acetico.
A temperatura ambiente si presenta come un solido bianco dall'odore di acido acetico. È un composto nocivo, pericoloso per l'ambiente. Generalmente cristallizza come diidrato.
È un polimero di coordinazione classificato, caratterizzato da ligandi di acetato che collegano i centri di cadmio.

## Preparazione
L'acetato di cadmio viene preparato trattando l'ossido di cadmio con acido acetico. Il composto può anche essere preparato trattando nitrato di cadmio con anidride acetica:
{\displaystyle {\ce {CdO + 2 CH3COOH -> Cd (CH3COO) 2 + H2O}}}

## Uso
L'acetato di cadmio viene utilizzato per la smaltatura di ceramiche e nel vasellame; nei bagni galvanici, nella tintura e nella stampa di tessuti; e come reagente analitico per zolfo, selenio e tellurio.

## Sicurezza
I composti del cadmio sono considerati cancerogeni del gruppo 1 dalla IARC.